# Immeuble Zariadié
L’immeuble Zariadié est un projet de gratte-ciel non réalisé, qui devait être érigé à la place du quartier Zariadié de Moscou, démoli. Il aurait été la Huitième Sœur moscovite, faisant partie des gratte-ciel staliniens. L'architecte était Dmitri Tchetchouline.
Les plans originels de 1947 comprenaient une huitième tour, qui ferait partie des plus hauts bâtiments du monde. À la suite de la mort de Staline en 1953, il a été décidé que la structure projetée occulterait le kremlin de Moscou, de plus, la construction d'immeubles de grande hauteur a été arrêtée. Alors que les travaux de construction du stylobate étaient presque terminés au printemps 1953, le projet a été annulé.
Dix ans plus tard (de 1964 à 1967), l'hôtel Rossiya, dont l'architecte était aussi Tchetchouline, a été construit à la place, sur le stylobate. Les plans du gratte-ciel, avec quelques modifications, ont été finalement réutilisés pour le Palais de la culture et de la science à Varsovie.
Le palais du Triomphe, achevé en 2005, est officieusement appelé la Huitième Sœur.

## Galerie

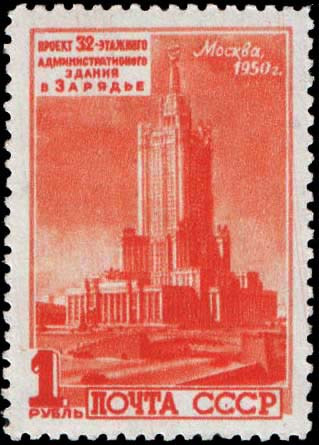
Timbre soviétique montrant l'immeuble de bureaux de 32 étages Zariadié.
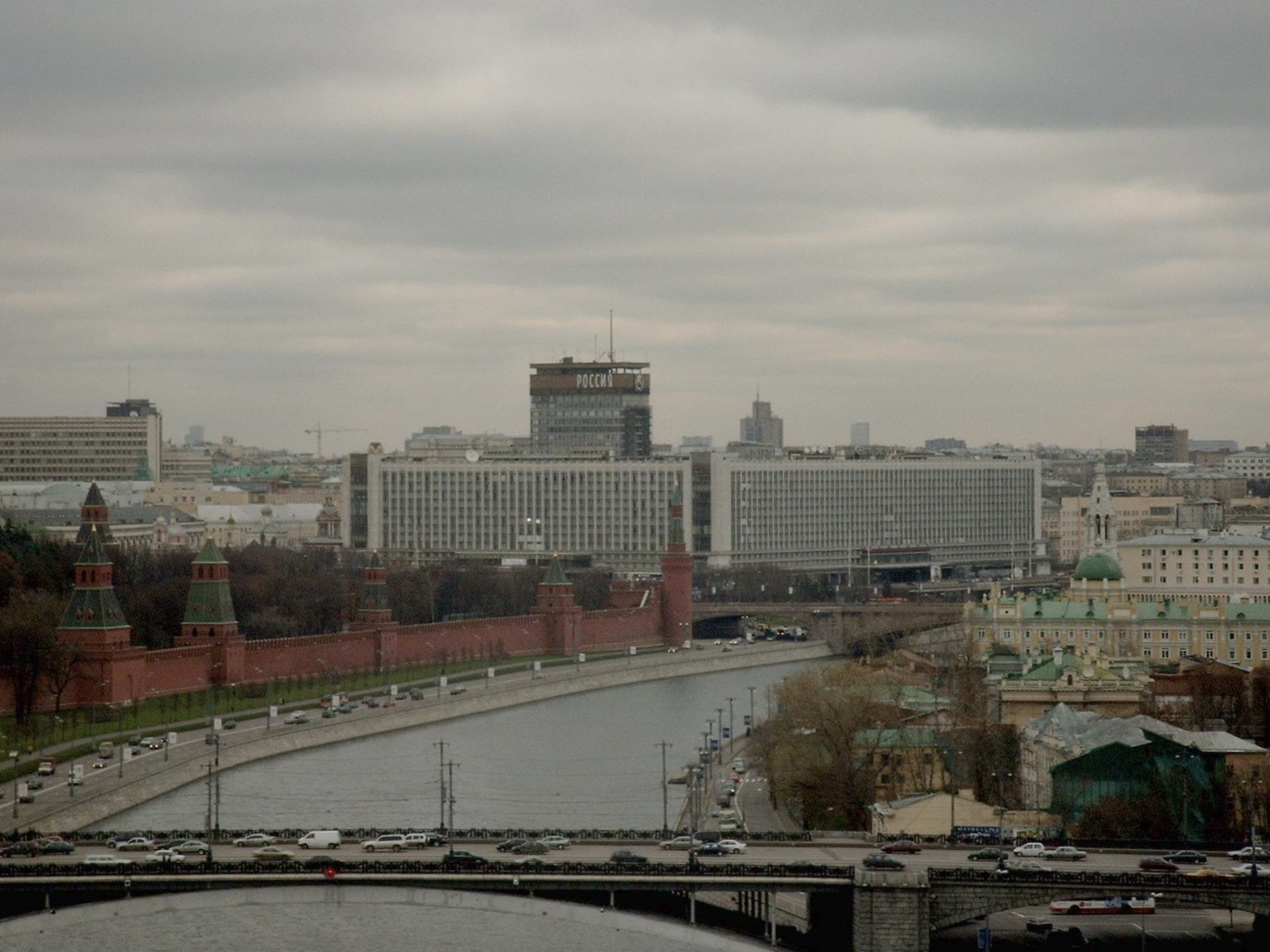
Vue de l'hôtel Rossiya, construit sur la structure de l'immeuble Zariadié.